# Санди Крик (Њујорк)
Санди Крик (енгл. Sandy Creek) град је у америчкој савезној држави Њујорк.

## Демографија
По попису из 2010. године број становника је 771, што је 18 (-2,3%) становника мање него 2000. године.
| Група             | 2000.       | 2010.       |
| Белци             | 778 (98,6%) | 742 (96,2%) |
| Афроамериканци    | 0 (0,0%)    | 4 (0,5%)    |
| Азијати           | 0 (0,0%)    | 6 (0,8%)    |
| Хиспаноамериканци | 3 (0,4%)    | 16 (2,1%)   |
| Укупно            | 789         | 771         |